# GE Dash 9-44CW
GE C44-9W — шестиосный тепловоз компании GE Transportation Systems (расположен в г. Эри, штат Пенсильвания) с выходной мощностью 4400 л.с. (3230 кВт) и электрической передачей переменно-постоянного тока, который выпускался с 1993 по 2004 год для ряда железных дорог. В связи с устоявшейся традицией, сразу после выпуска получил прозвище Dash 9. Также завод выпускал тепловозы модели AC4400CW, которые отличались от Dash 9 применением ТЭД переменного тока. В связи с вводом новых более жёстких экологических норм на выбросы (вступили в действие 1 января 2005 года), был сменён в производстве моделью GE ES44DC.
На момент производства Dash 9 был самым мощным грузовым тепловозом, поэтому получил широкое распространение на многих североамериканских дорогах. Изначально тепловозы данной серии поступали на такие дороги, как Chicago & North Western Railway, Santa Fe, BNSF, CSX, Southern Pacific, Canadian National Railway, BC Rail и Union Pacific Railroad. Помимо этого, Norfolk Southern эксплуатировала схожие с ним тепловозы Dash 9-40CW.

## Эксплуатация
Ниже в таблице приведены первоначальные владельцы тепловозов GE Dash 9-44CW.
| Дорога                                           | Количество | Нумерация                                  | Примечания |
| ------------------------------------------------ | ---------- | ------------------------------------------ | --- |
| Atchison, Topeka and Santa Fe Railway            | 100        | 600—699                                    | Большинство ныне эксплуатируются BNSF. У многих были изменены номера и названия. |
| BC Rail                                          | 14         | 4641—4654                                  | Тепловозы 4641—4644 относятся к модели C44-9WL |
| BNSF Railway                                     | 1697       | 700—799, 960—1123, 4000—4199, 4300—5532    | Тепловозы 5530—5532 изначально имели номера 5841—5843; |
| Canadian National Railway                        | 228        | 2500—2522WL, 2523—2727CW, 2958CW           | 2500—2522 относятся к модели C44-9WL, а 2523—2696 — к модели C44-9CW, 2697—2726 позже поступили на Illinois Central                                                                             |
| Chicago and North Western Transportation Company | 130        | 8601—8730                                  | Большинство перешли на Union Pacific Railroad, где были перекрашены и перенумерованы. Однако, пара Dash 9 (№ 8646 и 8701l) после перехода на UP сохранили оригинальные номера и ливрею C&NW.    |
| Estrada de Ferro Carajás                         | 67         | 801—867                                    | 801—805 — стандартные C44-9W, остальные модели C44-9WM. № 803 в 1998 году был разбит в крушении и взамен в 2002 году был заказан новый тепловоз модели C44-9WM, которому присвоили данный номер |
| Rede Ferroviária Federal                         | 50         | 9001—9050                                  | модели C44-9WM |
| Fortescue Metals Group                           | 15         | 0001—0015                                  | |
| Тестовый полигон General Electric                | 1          | 905                                        | |
| Hamersley Iron / Pilbara Iron                    | 62         | 7053—7098, 9404—9409, 9428—9434, 9470—9472 | |
| Quebec North Shore and Labrador Railway          | 11         | 404—414                                    | |
| Southern Pacific Railroad                        | 101        | 8100—8200                                  | Большинство перешли на Union Pacific, где были перекрашены и перенумерованы |
| Union Pacific Railroad                           | 40         | 9700—9739                                  | |

## В компьютерных играх
Тепловозы GE Dash 9-44CW присутствуют в таких играх, как Microsoft Train Simulator (изображён на одном из вариантов обложки игры) и Railworks. А также в мобильной игре Train Station, как Ранте 9-44CW.